# Урава Ред Дайъмъндс
„Урава Ред Дайъмъндс“ (Urawa Red Diamonds) (Urawa Reddo Daiyamonzu), също известен като Урава Редс (Urawa Reds) е японски професионален футболен отбор, основан на 10 март 1992 г.
Тимът е един от най-популярните в Япония и е участник в основаването на професионалната Джей лига 1 през 1992 г.

## Емблема
Емблемата и английското допълнение в името на клуба идват от логото на собственика на отбора – компанията „Мицубиши“, чието име на японски означава „три диаманта“.
Червеният диамант в емблемата символизира здраво сплотения отбор, а цветята сакурасо в долния ляв и долния десен ъгъл са символи на префектура Сайтама и град Сайтама.

## История
Отборът започва съществуването си под името Мицубиши Урава и става първият местен тим, постигнал требъл-титла, Купа на императора и Купа на лигата през 1978 г. Тимът е приемник на основания през 1950 г. аматьорски футболен отбор „Мицубиши Мотърс“ (Mitsubishi Heavy Industries Football Club), като през 1992 г. променя името и статута си, с оглед на участието си в новоучредената Джей лига 1. През 1999 г. изпада в Джей лига 2, но още следващата година се връща в горната група. Урава е името на града, където отборът започва да играе мачовете си в лигата. Въпреки че през 2001 г. град Урава влиза в агломерацията Сайтама (сливайки се със съседните градове Йоно и Омия) тимът запазва името си, заради популярността си сред феновете. „Червените диаманти“ са най-германският тим в Джей лига 1, след като са били ръководени от специалисти като Холгер Осиек, Хорст Кьопел и Гуидо Бухвалд.

## Отличия
- Джей Лига Дивизия 1 на Япония: 2006
- вицешампион на Япония: 2004, 2005, 2007, 2014, 2016

победител във 2-ри полусезон на шампионата: 2004 г.
Заб.През 2005 г. шампионатът се провежда в един общ сезон по системата „всеки срещу всеки“, на разменено гостуване. Отборът завършва на една точка зад шампиона „Гамба Осака“ и е обявен за вицешампион, за разлика от другите години, когато титлата се решава чрез финален плейоф между победителите в полусезоните.
- Купа на лигата: 2003 г.

финалист: 2002, 2004 г.
- Купа на императора: 2005, 2006, 2018

- Супер купа: 2006 г.

финалист: 2007 г.
- Шампионска лига на Азия: 2007, 2016

- Световна клубна купа: трето място: 2007 г.

## Любопитно
- Отборът играе домакинските си мачове на два стадиона – Сайтама Стейдиъм и Урава Комаба Стейдиъм (съответно с капацитет 63 700 и 21 500 зрители), като „Сайтама Стейдиъм“ е построен специално за световното първенство по футбол през 2002 г.
- През август 2004 г. тимът играе приятелски турнир (Vodafone Cup) в Манчестър, Англия. По време на втория си мач в турнира (срещу домакина Манчестър Юнайтед) е прекъснато електричеството на стадиона и мача не се доиграва. Клубът компенсира около 800 свои фенове, пропътували разстоянието от Япония до Манчестър.

## Известни бивши играчи
- Уве Байн (Германия)
- Гуидо Бухвалд (Германия)
- Емерсон (Бразилия)
- Алпай Йозалан(Турция)
- Базил Боли (Франция)
- Чики Бегиристайн (Испания)
- Нед Желич (Австралия)
- Браян Стийн Нилсен (Дания)
- Михаел Румениге (Германия)
- Вашингтон (Бразилия)
- Юрий Никифоров (Русия)

## Известни бивши треньори
- Хьолгер Осиек (Германия) 1995/96, 2007/08
- Хорст Кьопел (Германия) 1997
- Аад де Мос (Холандия) 1999
- Гуидо Бухвалд (Германия) 2004/06

## Адрес на клуба
500 Nakanoda, Midori-ku, Saitama City, Saitama 336 – 8505
- тел. 048-812-1001
- факс 048-812-1212